# Kanton Châteauneuf-du-Faou
Kanton Châteauneuf-du-Faou (fr. Canton de Châteauneuf-du-Faou) je francouzský kanton v departementu Finistère v regionu Bretaň. Skládá se z deseti obcí.

## Obce kantonu
- Châteauneuf-du-Faou
- Collorec
- Coray
- Landeleau
- Laz
- Leuhan
- Plonévez-du-Faou
- Saint-Goazec
- Saint-Thois
- Trégourez